# Forteresse de Pokrovka
La forteresse de Pokrovka est une fortification de garde de la ligne Tobol-Ichim, située sur le territoire de l'ancien village de Pokrovka, dans le raïon de Marianovka de l'oblast d'Omsk, sur la rive nord du lac Pokrovskoïe, et est un objet patrimonial culturel de Russie d'importance régionale. 
La forteresse, construite vers 1755, octogonale occupait une superficie de 6 hectares. La fortification est renforcée par des terrassements, un fossé et des bastions qui, comme des flèches, sont poussés très en avant, permettant des approches de flanc. La largeur des fossés était de 13 m, la profondeur était de 2,5 m. Sur le territoire de la forteresse se trouvaient une poudrière, un magasin de provisions, des maisons d'officiers, une caserne, un vestibule, une écurie, une grange de stockage, un poste de garde et un bain public. Au début du XXe siècle, avec la construction du chemin de fer, la forteresse perd sa vocation militaire,.